# Злати воєвода
Злати воєвода (болг. Злати войвода: також ще болг. Златьо Кокарчоолу) — відомий болгарський гайдук, воєвода, який воював проти османського панування з кінця XVIII і на початку XIX століття у сливенській частині Балкану.

## Життєпис
Злати або Златьо народився у 1750-ті роки у слівенському районі Клуцохор. Про його дитинство нічого невідомо. В подальшому, він працював пекарем, але не мав нормальних статків. Мав чорне волосся, довгі вуса, грав на флейті і дудуку. Був високого зросту та дуже кремезний, що йому дозволяло брати участь у всіх борцовських поєдинках навколо місця проживання. Він завжди виходив переможцем у цих двобоях. За легендою один місцевий феодал навіть його умовляв поступити до нього на службу охоронцем, але Злати йому відмовив. Відомо, що Злати був одружений та мав у шлюбі двох дітей. Був відомий також за прізвиськами Кокалчоолу, Кокалчооглу, Кокарчоолу, Кокарчев.
Як борець він був відомий, але більше визнання отримав як гайдук. Він гайдуцтвував з періоду 1775—1780 рр. десь 25-30 років. Невідомо, що його спонукало стати гайдуком, але відтоді селяни його вважали своїм захисником та месником. Спочатку Злати гайдукував сам, але через короткий час став воєводою невеликого загону (чети).
Злати був вдалим гайдуком, вправно воював, через що створював величезні проблеми османській владі. Османи задіяли багато сил і засобів аби зловити Злати, але тривалий час все було марно. Через це люди балакали про Злати, що його куля не бере, тому його не можна застрелити з рушниці.   
Невловимий Злати воєвода гайдуцтвував аж до 1810 року, коли його було зрадено. Одного разу він відбув з чети аби покарати одного імама, який був нещадний до болгар. Біля села Джиново Злати був раптово оточений був оточений великим загоном османських вояків. Скоріше за все, османи мали точні дані про похід воєводи. Злати досить влучно відстрілювався тривалий час, тому, побоюючись, що він як завжди вислизне, османи схопили його хресника, знаючи, що згідно звичаїв хресник для хрещеного батька означає навіть більше, ніж рідний батько. Під страхом, що османи знищать весь його рід, хрещеника змусили просити Злати, аби воєвода здався. Злати не згодився і продовжував перестрілку. Через деякий час в Злати закінчилися набої, і він змушений був достати мішечок з порохом, щоб наповнити патрони. Випадкова іскра спричинила вибух пороху, що підпалило його одяг і засліпило. Тільки тоді вороги наважилися накинутися на нього, але навіть засліплений Злати вихопив шаблю і встиг зарубати декількох нападників перед тим, як був вбитий. Коли османи нарешті зрозуміли, що Злати неживий, вони розтяли ятаганом його грудну клітку аби подивитися, чи насправді він має два серця, як про це казали люди. Його голову теж відтяли та відвезли до Слівену. 

Злати казав:
Допоки існує Балкан, перед турком голову не схилю..

## Пам'ять про Злати воєводу
На честь воєводи назване село, де він загинув — Злати Войвода. У Слівені, де народився Злати, в кварталі Клуцохор є вулиця, яку названо на честь воєводи. У місці його загибелі річечку і будівлю над цим водним джерелом, де люди беруть воду (болг. чешма) і де тривалий час відстрілювався Злато, були названі на честь воєводи.